# Wigand de Marburgo
Wigand de Marburgo (m. 1409) fue un heraldo alemán de los caballeros teutónicos de Prusia y uno de los cronistas más notables de la Edad Media.
Wigand amplió el trabajo previo de Nikolaus von Jeroschin. Su obra más conocida es la Chronica nova Prutenica (Nueva crónica prusiana), una de las fuentes primarias de la historia de las tierras de los prusianos y partes del Gran Ducado de Lituania, durante el periodo 1293 y 1394. Escrito originalmente en forma de prosa rimada en alto alemán medio, el trabajo combina citas con leyendas, relatos folclóricos y mitos. Se estima que la obra original estaba compuesta por unas 17.000 líneas de las que hoy sobreviven unas 500. No obstante, tras Wigand, el cronista polaco Jan Długosz ordenó una traducción al latín que ha sobrevivido casi intacta.